# پلیسید (نوادا)
پلیسید (در اصل Palisades نامیده می شود) در شهرستان Eureka در بخش شمال شرقی ایالت نوادا، در غرب ایالات متحده واقع شده است. حدود 10 مایل (16 کیلومتر) جنوب کارلین و حدود 33 مایل (53 کیلومتر) جنوب غربی الکو است. اگرچه اکنون یک شهر ارواح مجازی است، اما پس از ساخت راه‌آهن بین قاره‌ای، تاریخچه‌ای غنی داشت. این شهر نام خود را از Palisade Canyon (همچنین '12 مایلی' و '10-Mile Canyon' نامیده می‌شود)، مانع مهمی برای ساخت و بهره‌برداری از راه‌آهن است که در غرب قرار دارد.

## تاریخچه
جامعه پلیسید Palisade در سال 1868 به عنوان ایستگاهی در راه آهن مرکزی اقیانوس آرام تأسیس شد. به زودی به مرکز حمل و نقل Mineral Hill، Hamilton Eureka و دیگر کمپ های معدنی نوادای شرقی تبدیل شد. یک اداره پست در می 1870 در پالیزید تاسیس شد. پس از تاسیس راه آهن اورکا و پالیسید در سال 1874، جمعیت پالیزید به طور چشمگیری افزایش یافت. خانه‌ها و فروشگاه‌های تجاری ساخته شدند و تا پایان دهه 1870، شهر دارای چندین هتل، سالن، مشاغل و اقامتگاه‌های متعدد بود. مدرسه ای ساخته شد و شهر دو کلیسا داشت. جمعیت محلی به 600 نفر رسید.